# Animax Közép-Európa
Az Animax Közép-Európa (hivatalosan kiejtve: "enimex", korábban A+ / Anime+) az Animax közép-európai adásváltozata volt, amely Magyarországon, Romániában, Szlovákiában, és Csehországban volt fogható esti és éjszakai adásidővel, a gyerekeknek szóló Minimaxszal osztott csatornán (az Animax minden egyéb változata 24 órás volt). Magyarországon és Csehországban szinkronnal, míg a többi helyen felirattal sugározták. Az Animax több animesorozata is megfordult egyik társcsatornáján, az AXN Sci-Fi-n, ami külön animeblokkal is rendelkezett. A csatorna 2014. április 1-én éjfélkor megszűnt, helyét az AMC Networks International – Central Europe C8 nevű promóciós csatornája vette át, amely 2018. január 1-től szintén megszűnt. Magyar csatornahangja Seszták Szabolcs volt.
Az Animax a brit médiahatóság alá tartozva kezdetben egy ideig - a film előtti narráció kihagyásával - tovább folytatta az A+ korhatár-karikáinak alkalmazását. 2009. év őszétől néhány új animesorozatnál és tudatosan az élőszereplős adásoknál már elkezdett elmaradozni karika használata. Legkirívóbb eset a Rómeó és Júlia anime esetében történt, mely minden ország szerint 16-os karikát érdemelt volna és az Animax mégsem alkalmazott a képernyőre semmit. (Egyszer így ráadásul adáskezdéskor került vetítésre.) Végül 2010. június elsejével teljesen lekerültek a karikák. A globális digitális átállás miatt a médiadobozok adatbázisába brit besorolásokat kellett közzétenni kötelezően és ez sok esetben nem egyezett a korábbi besorolásokkal. Onnantól kezdve sok olyan animesorozat 15+ kiírást kapott médiarendszerben, melyeket egykoron az A+ és az Animax csak 12-be sorolt vagy a Rómeóhoz hasonlóan már semmibe se.

## Története

### 2006–2009
2006. szeptember 6-án a Sony Pictures Television International felvásárolta a csatorna elődjét, az A+-t a Médiatech Kft-től, és 2007. július 2-án beépítette az Animax nevű nemzetközi csatornahálózatába, így át is nevezve Animaxre. Adásideje az A+-éval egyezett meg, 20:00-tól 02:00-ig tartott a Minimax csatornáján. A csatornát jellemezte, hogy hétköznaponként eltérő műfajú blokkokba osztotta a 21.20-ra tervezett főműsoridős sorozatait. A blokkok eredeti kiosztása az alábbi volt.
- Hétfő: Shounen Night.
- Kedd: Sci-Fi Kedd.
- Szerda: Shounen Night.
- Csütörtök: Krimi Csütörtök.
- Péntek: Romantikus Péntek.

A blokk-rendszer hivatott megtartani a csatorna változatosságát, azonban 2009-ben a Conan, a detektív olyan minimális nézettséget hozott a csatorna Krimi Csütörtökének, hogy a blokkot az amúgy legfőképp sikeres Shounen Night váltotta fel. A csatorna munkatársai azt nyilatkozták, hogy a Conan sorozat ismeretlen ideig szünetel, de első mozifilmje 2010 folyamán bemutatásra került. Ezt követően a műsor erősen Shounen orientálttá vált, melyben a változatosság kedvelőinek utolsó reménye a Sci-Fi Kedd és a Romantikus Péntek volt. A Ghost in the Shell: Stand Alone Complex érkezése nagy hír volt, amit elsőképp a MTV vetített Magyarországon, ezt követően került át az Animax Sci-Fi Keddjére. A nézettsége kultikus sorozat léte ellenére nem ért fel a csatorna sónen sorozataival, ami valószínűleg annak tudható be, hogy a sorozat nem az Animaxon (Animax-en) mutatkozott be hazánkban.[forrás?]

### 2009–2014
2009. július 1-től általános/vegyes ifjúsági csatornává változott az Animax. Kínálatát a rajzfilmek mellett élőszereplős sorozatokkal bővítették. Ezek között volt az Amazing Race nevű amerikai valóságshow, és a Zoom című néhány perces sztárhíradó, amelyeket az AXN-től vett át. 2009 szeptemberétől az Animax eltávolította azokat a sorozatait, amelyek nem rendelkeztek magyar szinkronnal, kivéve az Ayakashi Ayashi – Különös történetek a Tenpou-korból című sorozatot. Ezzel egy időben a műsorstruktúra is megváltozott. 2010-ben élőszereplős filmsorozatok érkeztek, amelyeket a csatorna a társcsatornájától, az AXN-től vett át. Először a Reaper érkezett, majd A vámpír, a vérfarkas, és a szellem. Tervezték, hogy minden hónap utolsó hétvégéjén egy-egy egész estés mozifilmet tűzzenek műsorra. Ugyancsak 2010-ben indult az Animax-csatornák saját globális műsora, a Qube, ami zenei, sztáros, játékos, és mozis híreket, interjúkat osztott meg nézőivel.
2012 júliusától egyetlen animepremier sem volt a csatornán, kizárólag élőszereplős sorozatok, valóság show-k és dokurealityk indultak, azonban ezek többsége is az Animax társcsatornáiról (AXN-csatornák) származott. 2012 második felétől már a hazai animés rendezvényeket sem szponzorálta. Ezzel lényegében már nem volt sok létjogosultsága a csatornának Magyarországon.
A csatorna 2014. április 1-én éjfélkor megszűnt (az eredetileg bejelentett megszűnési dátum 2014. január 31. volt), helyét az AMC Networks C8 csatornája vette át, amely 2018. január 1-jén szintén megszűnt, ugyanis a Minimax 24 órás lett.

## Műsorkínálat
- Kukucska kalandjai
- Yu Yu Hakuso
- Bleach
- Dragon Ball GT
- Naruto
- D.Gray-man
- Love*Com
- Death Note
- Soul Eater
- Conan, a detektív
- The Boondocks
- Ghost Stories
- Csajkommandó
- Deltora Quest
- Fullmetal Alchemist

## Premierek
| Animax Közép-Európa | 2007                                                 | 2008                                                     | 2009 | 2010 | 2011                                                                                   | 2012 | 2013 | 2014                                                                                          |
| ------------------- | ---------------------------------------------------- | -------------------------------------------------------- | --- | --- | -------------------------------------------------------------------------------------- | --- | --- | --------------------------------------------------------------------------------------------- |
| Január              |                                                      | Bleach (1–52. epizód)                                    | Death Note: Az első mozifilm Death Note: Az utolsó név | – | Lamb Csillagkapu: Az igazság ládája                                                    | Penge (anime) | Óz boszorkányai A vámpír, a vérfarkas, és a szellem (4. évad) Sanctuary – Génrejtek (3. évad)                                | A Hős Merlin kalandjai (1. és 2. évad) Elveszett lány Kattant kajások A Bárka (1. és 2. évad) |
| Február             | Death Note - A Halállista                            | Chrono Crusade                                           | Video Game Awards 2009 Reaper - Démonirtók Pokolfajzat | Video Game Awards 2010 Fallen - Letaszítva | –                                                                                      | Sanctuary - Génrejtek (4. évad) | True Blood - Inni és élni hagyni (5. évad) Merlin kalandjai (3. és 4. évad) A Bárka (3. évad)                                |                                                                                               |
| Március             | Fullmetal Alchemist: Shamballa hódítója              | Conan, a detektív (1–52. epizód) Bleach (53-109. epizód) | Afro szamuráj A vámpír, a vérfarkas, és a szellem (1. évad) Trinity Blood Charlie angyalai: Teljes gázzal | The Amazing Race: Ázsia III. | Ki vagy, doki? 2010                                                                    | Derült égből család (2. évad) A folyó | Tökéletes védelem Az egyetlen XxX                                                                                            |                                                                                               |
| Április             | Méz és lóhere                                        | A dinoszauruszok királya                                 | Kilari (1–51. epizód) Afro szamuráj: Feltámadás Bleach (110-167. epizód) Méz és lóhere: Élőben Qube (1–22. epizód) Túléltem egy japán vetélkedőt! Az akciófilm művészete Gyerekjáték The Amazing Race: Ázsia I. | Vasember (anime) Deltora Quest (amerikai változat) Túléltem egy japán vetélkedőt! II. Animax Musix: 2010 Ősz                                    | Fullmetal Alchemist: Milos szent csillaga                                              | Survivor XX. Internátus (5-6. évad) The Amazing Race XVII. Islanders – AXN Sziget 2011 | |                                                                                               |
| Május               | Digimon 02                                           | Nana Ghost in the Shell: Stand Alone Complex             | Hullámok habjain; 1–3. évad (1–34. epizód + werkfilm) American Idol VIII. | Rozsomák (anime) Vampire Knight Flash Forward Trinity                                                                                           | A vámpír, a vérfarkas, és a szellem (3. évad) Dragon Ball GT – Goku öröksége Torchwood | Hajsza országokon át The Amazing Race XVIII-XIX. Teen Wolf – Farkasbőrben 1.évad | |                                                                                               |
| Június              | Méz és lóhere II.                                    | –                                                        | Fullmetal Alchemist: Testvériség Slayers: Revolution Private (sorozat) A Megtorló | Vampire Knight: Guilty Naruto (157-220. epizód)                                                                                                 | –                                                                                      | A kockák királya 1. évad Real Humans - Az új generáció 1. évad Internátus 7. évad True Blood - Inni és élni hagyni 3-4. évad Animax Musix 2012 ősz The Amazing Race XX. A repülés szabadsága Survivor XXI. A rap művészete Keenan Cahill: Az internet sztárja | |                                                                                               |
| Július              | Pokoli lány Kukucska kalandjai (1–78. epizód)        | Digimonszelídítők                                        | Nodame Cantabile The Amazing Race (VIII. szériától) | Slayers: Evolution-Revolution 10 dolog, amit utálok benned (1. évad) Isteni sugallat Pókember 2.                                                | –                                                                                      | Hello, Kitty! Űrkadétok Őslények kalandorai; 3. évad | Telihold Max's Midnight Movies Hyperion - Az égiháború A lányok nem angyalok A Halál szelencéje Animax Musix 2012 ősz Tajvan |                                                                                               |
| Augusztus           | Kisfilmek szólásokról Krumplikutya                   | –                                                        | Ghost in the Shell: Stand Alone Complex II. - A második állás Szuperhős kerestetik | Godzilla Félelem.com | –                                                                                      | Táncolj, ha tudsz! VI. | A katedrális Ghost Hunters - Szellemek nyomában 4. évad Kaliforgia 4. évad Teen Wolf - Farkasbőrben 2.évad                   |                                                                                               |
| Szeptember          | Akuei és Gatchinpo                                   | Digimonok: Az új kaland                                  | Death Note: Egy új világ istene | A kertvárosi gettó (1. évad) Death Note: L Örökösei Ki vagy, Doki? Private: A mozifilm                                                          | 10 dolog, amit utálok benned (2. évad) Dragon Ball GT                                  | Toy Story Charlie angyalai A testvériség Hulla-ház | Survivor XXII. |                                                                                               |
| Október             | Fullmetal Alchemist                                  | Hellsing                                                 | Soul Eater - Lélekfalók Rómeó és Júlia Táncolj, ha tudsz! III. Bleach: Elveszett emlékek | Bleach: A gyémántpor lázadás A kertvárosi gettó (2. évad) The Amazing Race: Ázsia II.                                                           | Kilari (52-102. epizód) Táncolj, ha tudsz! V.                                          | Tron | Final Fantasy - A harc szelleme A pofonok földje Alpha 07 Snowboard Paradicsomok Dante: Pokol Dead Space: Holt tér           |                                                                                               |
| November            | Blood+                                               | Gankutsuou: Monte Cristo grófja                          | D.Gray-man (1–51. epizód) | Égenjárók American Idol IX. A vámpír, a vérfarkas, és a szellem (2. évad) Táncolj, ha tudsz! IV. Verhetetlen Banzuke Animax Musix: 2010. tavasz | X-Men (anime)                                                                          | True Blood - Inni és élni hagyni 2. évad Being Human - Emberbőrben | Dead Space: Utójáték A szépség és a szörnyeteg (2012-es sorozat)                                                             |                                                                                               |
| December            | Ayakashi Ayashi - Különös történetek a Tenpou-korból | Naruto (1–52. epizód)                                    | Naruto (53–104. epizód) | Naruto (105–156. epizód) Lovely Complex A kertvárosi gettó (3. évad) Conan, a detektív: Bomba a felhőkarcolóban III. Lupin: Cagliostro kastélya | Ki vagy, doki?                                                                         | Heavy Metal | - |                                                                                               |